# Carlo Faina
Carlo Faina (Perugia, 12 ottobre 1894 – Milano, 5 febbraio 1980) è stato un dirigente d'azienda italiano.
Appartenente alla famiglia dei Conti di Civitella, laureato in Legge e in Economia e commercio, fu l'ultimo presidente e amministratore delegato della Montecatini  tra il 1946 e il 1964, sostituendo Guido Donegani .

## Biografia
Nasce a Perugia nel 1894, secondo di otto figli di Napoleone Faina, esponente di una nota famiglia dell'aristocrazia terriera umbra  e da Caterina Mocenni, senese, figlia di Stanislao Mocenni (1837-1907), ministro della guerra con Francesco Crispi dal 1893 al 1896.
Il nonno Zeffirino Faina (1826-1917) era stato sostenitore della politica risorgimentale e membro del Governo Provvisorio di Perugia, agronomo e imprenditore innovativo, sindaco di Marsciano, Deputato e Senatore del Regno d'Italia.
Conclusi gli studi liceali, si iscrive alla Facoltà di Giurisprudenza presso l'Università degli Studi di Perugia. Nel 1914 si trasferisce a Milano per iniziare gli studi economici all'Università Bocconi, senza abbandonare la facoltà di Giurisprudenza, che continua a Pavia.
Condividendo con molti suoi coetanei la posizione interventista nel conflitto che andava profilandosi, si presenta nel 1915 all'11º reggimento di artiglieria da campo ad Alessandria, segue un corso accelerato che lo porta ad ottenere il grado di sottotenente ed inizia così la carriera militare.
Ferito in prima linea il 18 settembre 1916, si riprende e prosegue l'attività fino alla fine della guerra, guadagnandosi una promozione sul campo, una decorazione di medaglia al valore e tre croci di guerra con motivazione.
Congedatosi nel 1918, ritorna agli studi e si laurea in Giurisprudenza a Perugia e in Scienze economiche alla Bocconi nel 1921, con una tesi sull'industrializzazione dell'Umbria.
La sua carriera lavorativa inizia con un impiego di sei mesi alla Camera di Commercio della provincia di Vicenza, per trasferirsi poi alla Banca Nazionale dell'Agricoltura dove rimane per quattro anni, raggiungendo il rango di dirigente.
Nel 1926 inizia la sua lunga permanenza alla Montecatini, come segretario alla presidenza di Guido Donegani.
Dopo quattro anni viene aggregato al servizio vendite, con particolare riferimento ai settori del rame, del solfato di rame e degli zolfi, ed è promosso Vicedirettore di sede.
All'Italzolfi, poi Ente Nazionale Zolfi Italiani, giunge al grado di Direttore Generale e Amministratore Delegato.
Rientra in Montecatini nei primi mesi del 1942, a seguito di un ordine di servizio di Donegani che nomina Faina Direttore Generale e – poco prima dell'8 settembre 1943 – gli affida la direzione dell'azienda nel territorio non occupato dai tedeschi.
Nasce così la delegazione Centro-Sud della Montecatini, guidata da Faina e da una cerchia di collaboratori da lui stesso scelti, con poteri del tutto autonomi, che contribuisce in modo essenziale alla ripresa produttiva negli anni della ricostruzione post-bellica.
Nel dopoguerra Faina è, nel 1946, nominato amministratore delegato, nel 1952 vicepresidente e nel 1956 presidente.
Nel 1963, con la nazionalizzazione dell'energia elettrica, condusse la Montecatini alla fusione con la Società Adriatica di Elettricità (SADE) per ottenerne le liquidità derivanti dagli indennizzi.. Sotto la sua presidenza furono avviate le trattative che portarono alla fusione tra Edison e Montecatini, dalla quale sarebbe risultata la Montedison (sebbene in realtà l'operazione venisse condotta da Giorgio Macerata, vice di Faina, con Giorgio Valerio, presidente della Edison, sotto l'arbitrato di Enrico Cuccia).
Contemporaneamente alla carica rivestita in Montecatini, Faina ricoprì ruoli dirigenziali anche in Bastogi (1958-79), Assicurazioni Generali (1958-79), Credit (1954-65) e Efibanca (1954-55)..
Ricevette negli anni numerosi riconoscimenti fra i quali la nomina a Cavaliere del Lavoro nel 1952.
Il 30 aprile 1930 si sposò con Miriam dei conti Balduino di Genova, da cui ebbe 6 figli.
Nel 1966 venne nominato Presidente Onorario della neocostituita Montedison, carica che conservò fino alla morte, avvenuta a Milano il 5 febbraio 1980.